# Échenoz-la-Méline
Échenoz-la-Méline är en kommun i departementet Haute-Saône i regionen Bourgogne-Franche-Comté i östra Frankrike. Kommunen ligger i kantonen Vesoul-Ouest som tillhör arrondissementet Vesoul. År 2022 hade Échenoz-la-Méline 3 187 invånare.

## Befolkningsutveckling
Antalet invånare i kommunen Échenoz-la-Méline
| Referens: INSEE |